# Otra patada en los huevos
Otra patada en los huevos es el séptimo álbum de estudio de Los Violadores, lanzado en 1996 por el sello Black Hole.
El disco marca el regreso de la banda tras 5 años, e incluye temas nuevos y regrabaciones.

## Detalles
Pil Trafa y el "Polaco" Zelazek Se reunieron con Stuka y con Sergio Vall tratando de rearmar el grupo, aunque hubo diferencias en cuanto a lo económico. 
Luego de incorporar otros miembros que reemplazaran a Vall y a Stuka, la banda quedó integrada entonces por Pil Trafa (voz), "Polaco" Zelazek (bajo), Anel Paz (guitarra) y Adrián Blanco (batería). 
El CD incluyó un track interactivo, desarrollado por Diego Diez, Dario Saeed y Néstor Rodríguez, y algunas versiones de viejos himnos, como "Nada ni nadie nos puede doblegar", "Mirando la guerra por T.V.", "Viejos patéticos", "Somos Latinoamérica", "Espera y veras" y el hit "Uno, dos, ultraviolento", todo alternado con nuevas canciones.
En marzo del año 2022 el álbum se reeditó en formato vinilo (disco de color verde) a través del sello M&M, como parte de la colección de vinilos de La Nación.

## Listado de temas
1. [Track interactivo]
2. "Yo sólo quiero"  (Zelazek -Pil -A.Paz- A.Blanco)
3. "Estoy peleando aquí" (Zelazek)
4. "Viejos patéticos" (Gramatica - Braun)
5. "Elimno" (Zelazek -Pil -A.Paz- A.Blanco)
6. "Nada ni nadie " (Stuka- Peyronel)
7. "Mirando la guerra por T.V." (Braun - Fossa - Rizzo)
8. "La gran mentira (To be continued...)" (Zelazek -Pil -A.Paz- A.Blanco)
9. "Uno, dos, ultraviolento" (Stuka)
10. "Voy a darte" (Zelazek -Pil -A.Paz- A.Blanco)
11. "Torquemada no murió" (Zelazek)
12. "Somos Latinoamérica" (Pil - Stuka)
13. "El hombre sin rostro" (Zelazek -Pil -A.Paz- A.Blanco)
14. "Espera y verás" (Stuka - Pil)
15. "Jesús (Made in Taiwan)" (Zelazek -Pil -A.Paz- A.Blanco)

## Formación
- Pil Trafa - voz
- Anel Paz - guitarra
- Robert "Polaco" Zelazek - bajo, productor
- Adrián Blanco - batería

Equipo de desarrollo de track interactivo
- Diego Diez
- Dario Saeed
- Néstor Rodríguez